# Składy drużyn olimpijskich w piłce siatkowej kobiet 1984
Artykuł grupuje składy wszystkich reprezentacji narodowych w piłce siatkowej, które wystąpiły w turnieju siatkówki kobiet na Letnich Igrzyskach Olimpijskich w 1984 roku w Los Angeles.

## Składy drużyn
| Numer | Imię i nazwisko |
| ----- | --------------- |
| 1     | Ana Maria Richa |
| 2     | Eliana da Costa |
| 3     | Fernanda Silva  |
| 4     | Heloisa Roese   |
| 5     | Jackie          |
| 6     | Luiza Machado   |
| 7     | Maria Salgado   |
| 8     | Silvia Monica   |
| 9     | Regina Pereira  |
| 10    | Sandra          |
| 11    | Vera Leme       |

| Numer | Imię i nazwisko     |
| ----- | ------------------- |
| 1     | Diane Ratnik        |
| 2     | Suzi Smith          |
| 3     | Tracy Mills         |
| 4     | Joyce Gamborg       |
| 5     | Audrey Vandervelden |
| 6     | Monica Hitchcock    |
| 7     | Karen Moore         |
| 8     | Rachel Beliveau     |
| 9     | Lisa Martin         |
| 10    | Caroline Cote       |
| 11    | Barbara Broen       |
| 12    | Josee Lebel         |

| Numer | Imię i nazwisko         |
| ----- | ----------------------- |
| 1     | Carmen Pimentel         |
| 2     | Cecilia Tait            |
| 3     | Denise Fajardo          |
| 4     | Gaby Perez              |
| 5     | Gina Torrealva          |
| 6     | Isabel Heredia          |
| 7     | Luisa Cervera           |
| 8     | Maria Cecilia del Risco |
| 9     | Miriam Gallardo         |
| 10    | Natalia Malaga          |
| 11    | Rosa Garcia             |

| Numer | Imię i nazwisko |
| ----- | --------------- |
| 1     | Han Gyeong-ae   |
| 2     | Kim Jeong-sun   |
| 3     | Kim Ok-sun      |
| 4     | Lee Eun-gyeong  |
| 5     | Lee Myeong-hui  |
| 6     | Lee Un-im       |
| 7     | Lee Yeong-seon  |
| 8     | Im Hye-suk      |
| 9     | Park Mi-hui     |
| 10    | Yun Jeong-hye   |

| Numer | Imię i nazwisko   |
| ----- | ----------------- |
| 1     | Paula Weishoff    |
| 2     | Sue Woodstra      |
| 3     | Rita Crockett     |
| 4     | Laurie Flachmeier |
| 5     | Carolyn Becker    |
| 6     | Flo Hyman         |
| 7     | Rose Magers       |
| 8     | Julie Vollertsen  |
| 9     | Debbie Green      |
| 10    | Kim Ruddins       |
| 11    | Jeanne Beauprey   |
| 12    | Linda Chisholm    |

| Numer | Imię i nazwisko     |
| ----- | ------------------- |
| 1     | Yumi Egami-Maruyama |
| 2     | Kimie Morita        |
| 3     | Yuko Mitsuya        |
| 4     | Miyoko Hirose       |
| 5     | Kyoko Ishida        |
| 6     | Yoko Kagabu         |
| 7     | Norie Hiro          |
| 8     | Kayoko Sugiyama     |
| 9     | Sachiko Otani       |
| 10    | Keiko Miyajima      |
| 11    | Emiko Odaka         |
| 12    | Kumi Nakada         |

| Numer | Imię i nazwisko |
| ----- | --------------- |
| 1     | Cao Ping        |
| 2     | Liu Changcheng  |
| 3     | Shen Keqin      |
| 4     | Song Jinwei     |
| 5     | Xiao Qingsong   |
| 6     | Yang Liqun      |
| 7     | Yan Jianming    |
| 8     | Yu Juemin       |
| 9     | Ju Jixin        |
| 10    | Zhang Yousheng  |
| 11    | Zhao Feng       |
| 12    | Zuo Yue         |

| Numer | Imię i nazwisko     |
| ----- | ------------------- |
| 1     | Almut Kemperdick    |
| 2     | Andrea Sauvigny     |
| 3     | Beate Bühler        |
| 4     | Gudrun Witte        |
| 5     | Marina Staden       |
| 6     | Regina Vossen       |
| 7     | Renate Riek         |
| 8     | Ruth Holzhausen     |
| 9     | Sigrid Terstegge    |
| 10    | Terry Brandel-Place |
| 11    | Ute Hankers         |